# Гутьеррес, Аделина
Кармен Аделина Гутьеррес Алонсо (исп. Carmen Adelina Gutiérrez Alonso; обычно просто Аделина Гутьеррес, 27 мая 1925 — 11 апреля 2015) — чилийская учёная, профессор астрофизики и академик. Она первой в Чили получила докторскую степень по астрофизике и была первой женщиной, ставшей членом Чилийской академии наук.

## Биография
Кармен Аделина Гутьеррес Алонсо родилась 27 мая 1925 года в семье Рамона Гутьерреса и Кармен Алонсо в Сантьяго-де-Чили. Окончив в 1942 году лицей, поступила изучать физику и математику в педагогическом институте Чилийского университета, где в 1948 году получила государственную преподавательскую квалификацию. Во время учёбы в университете Гутьеррес познакомилась с коллегой-учёным Уго Морено Леоном, за которого в 1951 году вышла замуж. Они воспитали троих детей и часто выступали соавторами научных публикаций.
Гутьеррес начала преподавать естественные науки в лицее Дарио Саласа и на факультете физико-математических наук (FCFM) Чилийского университета. С 1 июня 1949 года Гутьеррес работала в Национальной астрономической обсерватории Чили. Работая там, Гутьеррес заинтересовалась фотоэлектрической фотометрией звёзд южного полушария и посвятила этой теме многочисленные публикации. За время работы в Национальной астрономической обсерватории Гутьеррес также стала полноправной преподавательницей факультета физико-математических наук Чилийского университета.
В конце 1950-х годов Гутьеррес отправился в Соединённые Штаты, где в июне 1964 года первой из чилийцев получила докторскую степень по астрофизике. Вернувшись в Чили, в 1965 году Гутьеррес с Уго Морено Леоном и Клаудио Ангитой основала курс бакалавриата по астрономии в Чилийском университете. В 1976 году Гутьеррес также учредила магистерскую программу по астрономии в университете.
В 1967 году Гутьеррес с Уго Морено Леоном начали работать в недавно открытой обсерватории Серро Тололо. В том же году она стала действительным членом Института Чилийской академии наук. Она была первой женщиной и первым астрономом из вошедших в эту избранную группу ученых.
Аделина Гутьеррес умерла 11 апреля 2015 года.
27 мая 2020 года Google отметил её 95-й день рождения с помощью Google Doodle.